# Ngã ba Đồng Lộc

10 cô gái đang lấp hố bom ở ngã ba Đồng Lộc (ảnh được nhà báo Hoàng Văn Sắc chụp trước khi các cô hi sinh một tuần)

Ngã ba Đồng Lộc là di tích lịch sử gắn liền với việc 10 nữ thanh niên xung phong thuộc Quân đội nhân dân Việt Nam hy sinh trong chiến tranh Việt Nam trong một trận oanh tạc của Không lực Hoa Kỳ tại đây vào ngày 24 tháng 7 năm 1968. Vào 2013, Khu di tích Ngã ba Đồng Lộc đã được xếp hạng Di tích quốc gia đặc biệt trên hệ thống Đường Trường Sơn - Đường Hồ Chí Minh của Việt Nam.

## Vị trí địa lý và sự kiện lịch sử
Ngã ba Đồng Lộc nằm trên đường mòn Hồ Chí Minh xuyên qua dãy Trường Sơn ở tỉnh Hà Tĩnh, là giao điểm của quốc lộ 15A và tỉnh lộ 2 của Hà Tĩnh, thuộc xã Đồng Lộc tỉnh Hà Tĩnh.
Đây là một trong những điểm giao thông quan trọng trong Chiến tranh Việt Nam, vậy nên quân đội Hoa Kỳ đã tập trung nhiều máy bay thả bom nhằm cắt đứt đường hành quân của lực lượng quân Việt Nam dân chủ cộng hòa.

## 10 cô gái Đồng Lộc
Vào thời điểm 24/7/1968, Tiểu đội 4 của chị Võ Thị Tần gồm 12 người. Chị Lê Thị Hồng (Đức Lạc, Đức Thọ) được cử đi Quảng Bình lấy gỗ về làm hầm, còn chị Nguyễn Thị Thanh thì bị ốm nằm ở nhà, không ra hiện trường nên ngày 24/7/1968, Tiểu đội 4 chỉ có 10 người ra mặt trận và đều hy sinh. Bà Nguyễn Thị Diệu Lan (TP Hà Tĩnh), cựu thanh niên xung phong thuộc Tiểu đội 3 đã tham gia vào cuộc tìm kiếm thi thể 10 nữ thanh niên xung phong. 1 hầm có ba người, 1 hầm có sáu người, trong đó chị Võ Thị Tần ở hầm có sáu người. Còn thi thể chị Cúc thì các lực lượng thay phiên nhau tìm, chỉ thị là phải dùng tay đào bới chứ không dùng máy xúc để tránh gây hại cho thi thể. Đến ngày thứ 3 thì tìm được thi thể chị Cúc, các chiến siz ở Tiểu đội 8 đã dùng tay bới đất đưa thi thể chị Cúc lên.
Nhà thơ Yến Thanh nhớ lại: "một quả bom tấn từ máy bay Mỹ lao xuống nổ trùm lên căn hầm mà cả Tiểu đội ẩn nấp, lúc ấy là 16 giờ ngày 24/7/1968. Từ đài quan sát, Đại đội trưởng Nguyễn Thế Linh chạy xuống, Tiểu đội 5, Tiểu đội 8 và các anh lái máy ủi gần đó đều chạy lại. Sau hai tiếng đồng hồ đào bới thì bới được chị Võ Thị Tần. Lần lượt bới lên 6 người ẩn nấp hầm ngoài cùng là chị Nguyễn Thị Xuân (Vĩnh Lộc), rồi đến Nguyễn Thị Nhỏ, Võ Thị Hà, Trần Thị Rạng và cuối cùng là Trần Thị Hường. Đào tiếp hầm thứ hai vuông góc với hầm lúc nãy thì tìm thấy Dương Thị Xuân, Võ Thị Hợi và Hà Thị Xanh. Cả chín người được đặt lên 9 cáng xếp một hàng ngang như khi còn sống Tiểu đội tập hợp. Riêng chị Hồ Thị Cúc - Tiểu đội phó không tìm thấy. Đêm 24/7, 9 cô được mai táng sau eo núi Bãi Dịa, nhưng phải đợi tìm được thi thể chị Cúc mới làm lễ truy điệu. Đến gần 10 giờ ngày 26/7 thì Tiểu đội 8 đã tìm được thi thể chị Cúc. Chị Cúc ngồi trong chiếc hố cá nhân chiều hôm trước do tay chị đào, đầu đội mũ, vai vác cuốc, hai tay chị bầm dập, máu đọng lại đã khô. Có lẽ sau khi bom vùi lấp, chị đã cố gắng để nhoi lên nhưng đành bất lực trước khối đất đè lên".
10 cô gái hy sinh tại đây bao gồm:
| Họ tên          | Năm sinh | Tuổi lúc qua đời | Chức vụ         | Nguyên quán                        |
| --------------- | -------- | ---------------- | --------------- | ---------------------------------- |
| Võ Thị Tần      | 1944     | 24               | Tiểu đội trưởng | Thiên Lộc, Can Lộc, Hà Tĩnh        |
| Hồ Thị Cúc      | 1944     | 24               | Tiểu đội phó    | Sơn Bằng, Hương Sơn, Hà Tĩnh       |
| Võ Thị Hợi      | 1948     | 20               | Chiến sĩ        | Thiên Lộc, Can Lộc, Hà Tĩnh        |
| Nguyễn Thị Xuân | 1948     | 20               | Chiến sĩ        | Vĩnh Lộc, Can Lộc, Hà Tĩnh         |
| Dương Thị Xuân  | 1947     | 21               | Chiến sĩ        | Đức Tân, Đức Thọ, Hà Tĩnh          |
| Trần Thị Rạng   | 1950     | 18               | Chiến sĩ        | Đức Vĩnh, Đức Thọ, Hà Tĩnh         |
| Hà Thị Xanh     | 1949     | 19               | Chiến sĩ        | Đức Hòa, Đức Thọ, Hà Tĩnh          |
| Nguyễn Thị Nhỏ  | 1944     | 24               | Chiến sĩ        | Đức Lạng, Đức Thọ, Hà Tĩnh         |
| Võ Thị Hà       | 1951     | 17               | Chiến sĩ        | Thị trấn Đức Thọ, Đức Thọ, Hà Tĩnh |
| Trần Thị Hường  | 1949     | 19               | Chiến sĩ        | Thị xã Hà Tĩnh, Hà Tĩnh            |

Đại sứ Nhật Bản tại Việt Nam Itō Naoki và Phu nhân dâng hoa tưởng niệm các nữ liệt sĩ hy sinh tại ngã ba Đồng Lộc, năm 2025

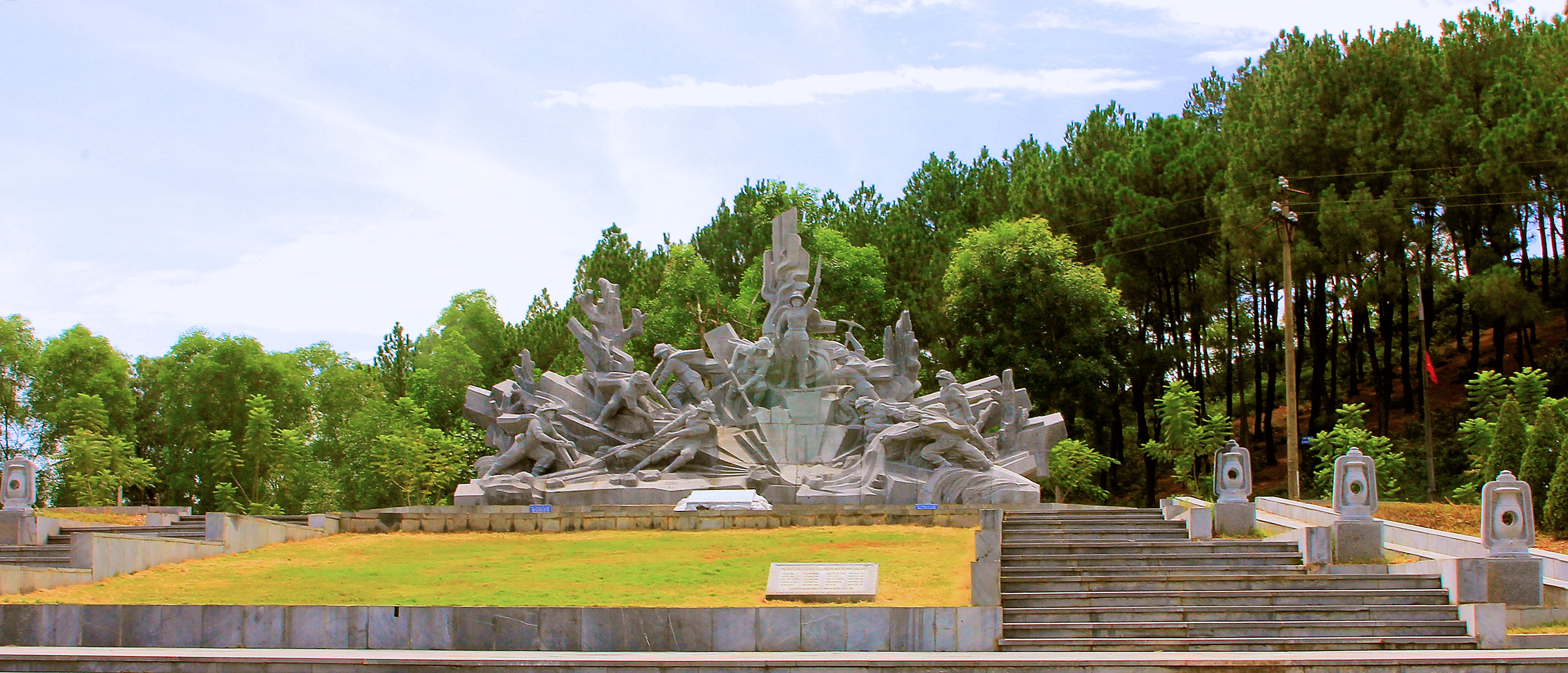
Tượng đài 10 nữ Anh hùng liệt sỹ

Ngày 23/7/2009, Ủy ban nhân dân tỉnh Hà Tĩnh, Bộ Giáo dục và Đào tạo tổ chức lễ khởi công phụng tượng 10 nữ thanh niên xung phong ngã ba Đồng Lộc", ngày 19/8/2010 đã tổ chức trọng thể lễ khánh thành cụm tượng đài. Công trình phụng tượng 10 nữ thanh niên xung phong ngã ba Đồng Lộc là công trình có giá trị lịch sử, tâm linh sâu sắc, được xây dựng bằng sự tự nguyện đóng góp của các viên chức ngành giáo dục, học sinh, sinh viên trong cả nước.

## Phim ảnh
Năm 1997, hãng phim truyện Việt Nam đã phát hành phim Ngã ba Đồng Lộc của đạo diễn Lưu Trọng Ninh, với diễn xuất của Thúy Hường, Hương Dung, Ngọc Dung, Yến Vy, Xuân Bắc, kịch bản của Nguyễn Quang Vinh.

## Thơ ca, âm nhạc
Trong thơ ca cũng có nhắc đến sự kiện Ngã ba Đồng Lộc:
- Sau khi bom Mỹ nổ, đồng đội đào bới tìm được thi thể 9 người nhưng vẫn chưa tìm được chiến sĩ Hồ Thị Cúc. Yến Thanh (tên thật là Nguyễn Thanh Bính, hội viên Hội văn học nghệ thuật Hà Tĩnh), kỹ sư kinh tế từng làm trưởng nhiều phòng ở Công ty đường 4. Tác giả là người thân quen của Hồ Thị Cúc, đau đớn và xúc động trước sự mất mát này, trong 3 ngày trời mà chưa tìm thấy xác người em, người đồng đội.[11] Tại ban chỉ huy đại đội 552, mười các hòm đã khiêng đi chín cái, còn cái hòm của Cúc phải khiêng ra ngoài vườn để đợi. Nỗi xúc động thương xót dâng trào trong lòng, Nguyễn Thanh Bính chạy ra vườn nhà ban chỉ huy C55, ngồi cạnh hòm của Cúc vừa khóc vừa viết. Viết nhưng chưa đặt được tên bài, sau tác giả tính đặt là "Hồn Trinh nữ ở đâu"[12] và sau này được nhà thơ Bùi Quang Thanh góp ý với nên sửa lại tên bài thơ là "Cúc ơi!". Sau này, bài thơ trên cũng có xuất hiện trong bộ phim Ngã ba Đồng Lộc của đạo diễn Lưu Trọng Ninh [11] và đã được phổ nhạc.

- Năm 1995, khi đến Ngã ba Đồng Lộc, nhà thơ Vương Trọng làm bài thơ Lời thỉnh cầu ở Nghĩa trang Đồng Lộc. Bài thơ này đã được khắc trên bia đá trong khu tưởng niệm mười cô gái Đồng Lộc.

- Tháng 8 năm 1996, nhân dịp tiếp Nguyễn Quang Vinh (nay là Nhà văn, nhà báo, đại diện báo Lao động tại Quảng Bình) đi thực tế để viết kịch bản phim "Vầng trăng trinh nữ" nội dung về sự hy sinh của mười cô gái ở Ngã ba Đồng Lộc. Nhà thơ Bùi Quang Thanh (Chánh văn phòng Hội Văn nghệ Hà Tĩnh) cùng với nhà văn Đức Ban cùng Nguyễn Quang Vinh lên Đồng Lộc rồi vào nghĩa trang liệt sĩ thắp hương. Trong hoàn cảnh đó, nhà thơ Bùi Quang Thanh đã viết bài thơ "Hà ơi!"[11]
- Năm 2015, nhà soạn nhạc Oki Masao sáng tác Symphony No.6 "Mười cô gái Ngã ba Đồng Lộc". Oki Masao chia sẻ, lòng quả cảm và đức hi sinh của những nữ anh hùng trong thời chiến đã làm lay động tới trái tim ông. Symphony No.6 là một sự tri ân và đồng cảm với những người nữ anh hùng. Sáng tác trên đã được trình diễn trong chương trình Hòa nhạc hữu nghị Việt – Nhật (JVCA Japan – Vietnam Friendship Concert) vào ngày 14 tháng 11 năm 2015 tại Nhà hát Lớn Hà Nội.[13]
- Nhân dịp kỷ niệm ngày Thương binh liệt sĩ 27/7 năm 2016, ca sĩ Phạm Phương Thảo chính thức phát hành MV được quay tại Ngã ba Đồng Lộc với một sáng tác của chính cô "Mười đoá sen thơm" dành riêng cho 10 người con gái anh dũng.